# Chasta Costa
Chasta Costa (Chastacosta).- Pleme Indijanaca porodice Athapaskan s donjeg toka rijeke Illinois u Oregonu i obje obale Rogue Rivera u istoj državi. 1700. godine pleme je imalo 300 članova, a sto godina kasnije (1800.) broj im pada na 200. Godine 1847. pogađaju ih epidemije ospica a već 1853. zavladala je zlatna groznica na Rogue Riveru što je privuklo kopače zlata i razbojnike. Ovo izaziva 1855. Rogue River War i nakon njega (1856.) Gold Beach Upprising čemu je krajnja posljedica otpremanje 1,200 Indijanaca raznih plemena na Coast Reservation, pa s njega na reuervat Siletz gdje su se plemena udružila u konfederaciju Siletz, koja je dobila ime po istoimenom plemenu Siletz. Chasta Coste 1900 imaju još 50 duša a kasnijih se godina ne popisuju posebno.

## Ime
/Nastalo od Shista-kwusta, njihovog vlastitog imena, značenje nije poznato/. Pleme nosi i imena koja su im dala susjedna plemena: Atcháshti ame'nmei (Atfalati), Atchashti ámim (Calapooya), Katuku (Shasta), Wálamskni (Klamath), i Wálamswash (Modoc).

## Sela
Chetuttunne, Chunarghuttunne, Chunsetunneta, Chunsetunnetun, Chushtarghasuttun, Chusterghutmunnetun,  Chuttushshunche, Khloshlekhwuche, Khotltacheche, Khtalutlitunne, Kthelutlitunne, Kushlatata, Mekichuntun, Musme, Natkhwunche, Nishtuwekulsushtun, Sechukhtun, Senestun, Setaaye, Setsurgheake, Silkhkemechetatun, Sinarghutlitun, Skurgnut, Sukechunetunne, Surghustesthitun, Tachikhwutme, Takasichekhwut, Talsunme, Tatsunye, Thethlkhuttunne,  Tisattunne, Tsetaame, Tsetutkhlalenitun, Tukulittatun, Tukwilisitunne, Tuslatunne.

## Vanjske poveznice
- Chasta Costa  Arhivirana inačica izvorne stranice od 14. kolovoza 2010. (Wayback Machine)